# 1. općinska nogometna liga Zadar 1978./79.
1. općinska nogometna liga Zadar je predstavljala prvi stupanj općinske nogometne lige u organizaciji NSO Zadar u sezoni 1978./79., te ligu petog stupnja nogometnog prvenstva Jugoslavije. 
 Sudjelovalo je 14 klubova, a prvak lige je bila "Zlatna luka" iz Sukošana. 

## Ljestvica
| mj. | klub                     | ut. | pob. | ner. | por. | gol+ | gol- | bod     |
| --- | ------------------------ | --- | ---- | ---- | ---- | ---- | ---- | ------- |
| 1.  | Zlatna luka Sukošan      | 26  | 19   | 5    | 2    | 79   | 27   | 43      |
| 2.  | Omladinac Zadar          | 26  | 16   | 6    | 4    | 70   | 24   | 38      |
| 3.  | Polača                   | 26  | 13   | 4    | 9    | 62   | 55   | 30      |
| 4.  | Goran Bibinje            | 26  | 12   | 5    | 9    | 45   | 33   | 29      |
| 5.  | Hajduk Pridraga          | 26  | 11   | 6    | 9    | 44   | 35   | 28      |
| 6.  | Smoković                 | 26  | 12   | 6    | 8    | 49   | 39   | 28 (-2) |
| 7.  | Zemunik (Zemunik Donji)  | 26  | 10   | 6    | 10   | 45   | 39   | 26      |
| 8.  | Škabrnja                 | 26  | 10   | 6    | 10   | 35   | 34   | 26      |
| 9.  | Sabunjar Privlaka        | 26  | 10   | 6    | 10   | 48   | 49   | 26      |
| 10. | Sloboda Posedarje        | 26  | 9    | 5    | 12   | 50   | 57   | 23      |
| 11. | Dalmatinac Crno          | 26  | 6    | 6    | 14   | 37   | 47   | 18      |
| 12. | Raštane (Gornje Raštane) | 26  | 7    | 4    | 15   | 35   | 57   | 18      |
| 13. | Goran Zaton              | 26  | 6    | 4    | 16   | 32   | 49   | 16      |
| 14. | Borac Smilčić            | 26  | 6    | 3    | 17   | 31   | 105  | 15      |

## Rezultatska križaljka
| kratica | klub                     | BOR | DAL | GORB | GORZ | HAJ | OML | POL | RAŠ | SAB | SLO | SMO | ŠKA | ZEM | ZLL |
| --- | ------------------------ | --- | --- | ---- | ---- | --- | --- | --- | --- | --- | --- | --- | --- | --- | --- |
| BOR | Borac Smilčić            |     |     |      |      |     |     |     | 2:0 |     |     |     |     |     |     |
| DAL | Dalmatinac Crno          |     |     |      |      |     |     |     | 3:0 |     |     |     |     |     |     |
| GORB | Goran Bibinje            |     |     |      |      |     |     |     | 2:0 |     |     |     |     |     |     |
| GORZ | Goran Zaton              |     |     |      |      |     |     |     | 0:1 |     |     |     |     |     |     |
| HAJ | Hajduk Pridraga          |     |     |      |      |     |     |     | 4:1 |     |     |     |     |     |     |
| OML | Omladinac Zadar          |     |     |      |      |     |     |     | 3:2 |     |     |     |     |     |     |
| POL | Polača                   |     |     |      |      |     |     |     | 2:2 |     |     |     |     |     |     |
| RAŠ | Raštane (Gornje Raštane) | 3:0 | 2:1 | 0:0  | 1:1  | 0:4 | 0:2 | 1:2 |     | 1:4 | 3:1 | 2:0 | 4:1 | 2:2 | 3:2 |
| SAB | Sabunjar Privlaka        |     |     |      |      |     |     |     | 1:0 |     |     |     |     |     |     |
| SLO | Sloboda Posedarje        |     |     |      |      |     |     |     | 0:2 |     |     |     |     |     |     |
| SMO | Smoković                 |     |     |      |      |     |     |     | 7:2 |     |     |     |     |     |     |
| ŠKA | Škabrnja                 |     |     |      |      |     |     |     | 4:1 |     |     |     |     |     |     |
| ZEM | Zemunik (Zemunik Donji)  |     |     |      |      |     |     |     | 2:1 |     |     |     |     |     |     |
| ZLL | Zlatna luka Sukošan      |     |     |      |      |     |     |     | 6:4 |     |     |     |     |     |     |
| |                          |     |     |      |      |     |     |     |     |     |     |     |     |     |     |
| podebljan rezultat - utakmice od 1. do 13. kola (1. utakmica između klubova) rezultat normalne debljine - utakmice od 14. do 26. kola (2. utakmica između klubova) rezultat nakošen - nije vidljiv redoslijed odigravanja međusobnih utakmica iz dostupnih izvora rezultat nakošen i smanjen * - iz dostupnih izvora nije uočljiv domaćin susreta prekrižen rezultat - poništena ili brisana utakmica p - utakmica prekinuta 3:0 p.f. / 0:3 p.f. - rezultat 3:0 bez borbe n.i. - utakmica nije odigrana |                          |     |     |      |      |     |     |     |     |     |     |     |     |     |     |

 Izvori:

## Unutarnje poveznice
- Dalmatinska liga 1978./79.
- Međuopćinska liga Split – Makarska 1978./79.
- Liga Šibenskog NS 1978./79.
- 2. općinska liga Zadar 1978./79.